# Zastava Liberije
Zastavu Liberije čini jedanaest pruga crvene i bijele boje. U lijevom uglu je bijela zvijezda na plavoj podlozi. Zastava je rađena po uzoru na američku.
Jedanaest pruga predstavlja jedanaest potpisnika Povelje o neovisnosti Liberije, crvena i bijela hrabrost i čistoću, a zvijezda slobodu bivših robova.
Liberija daje mogućnost registriranja brodova pod njenom zastavom, kako bi isti izbjegli poreze. Pretpostavlja se da pod liberijskom zastavom plovi 1 600 brodova.